# Zabla

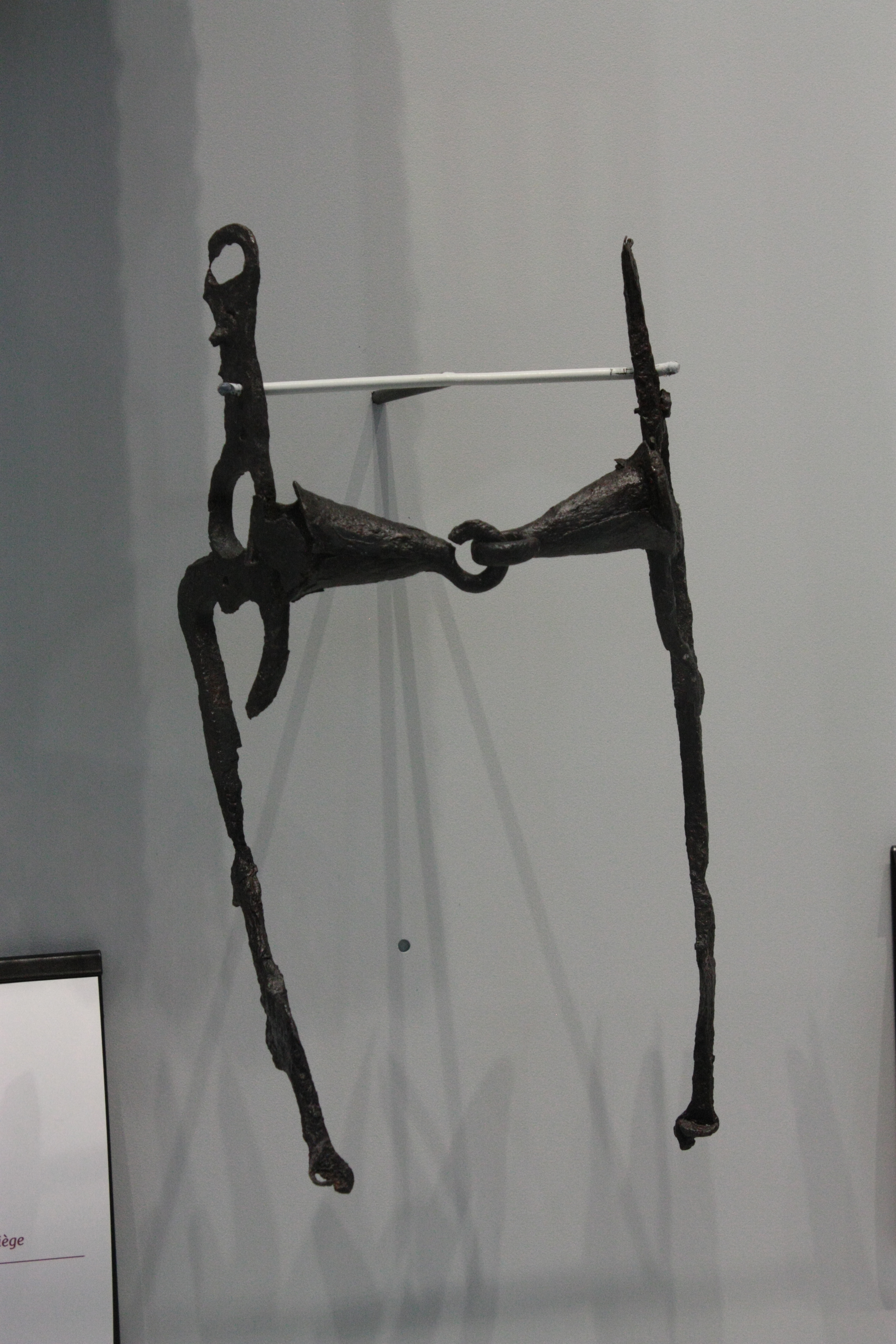

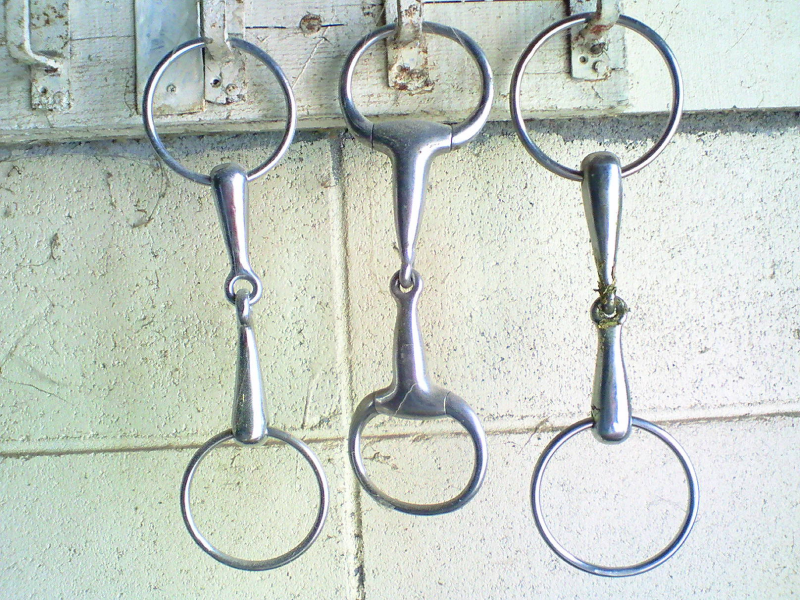
zabla

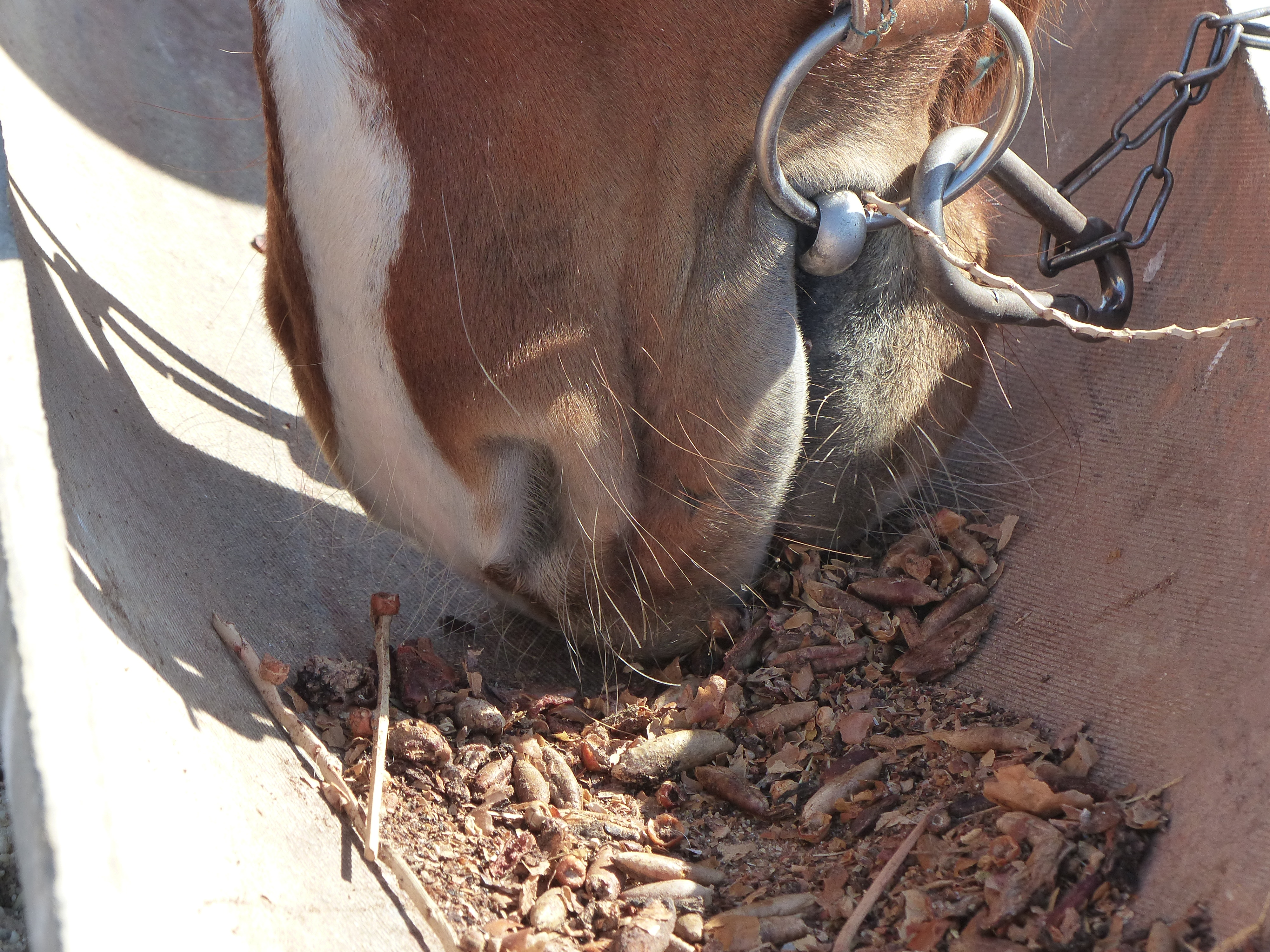
zabla a ló szájában

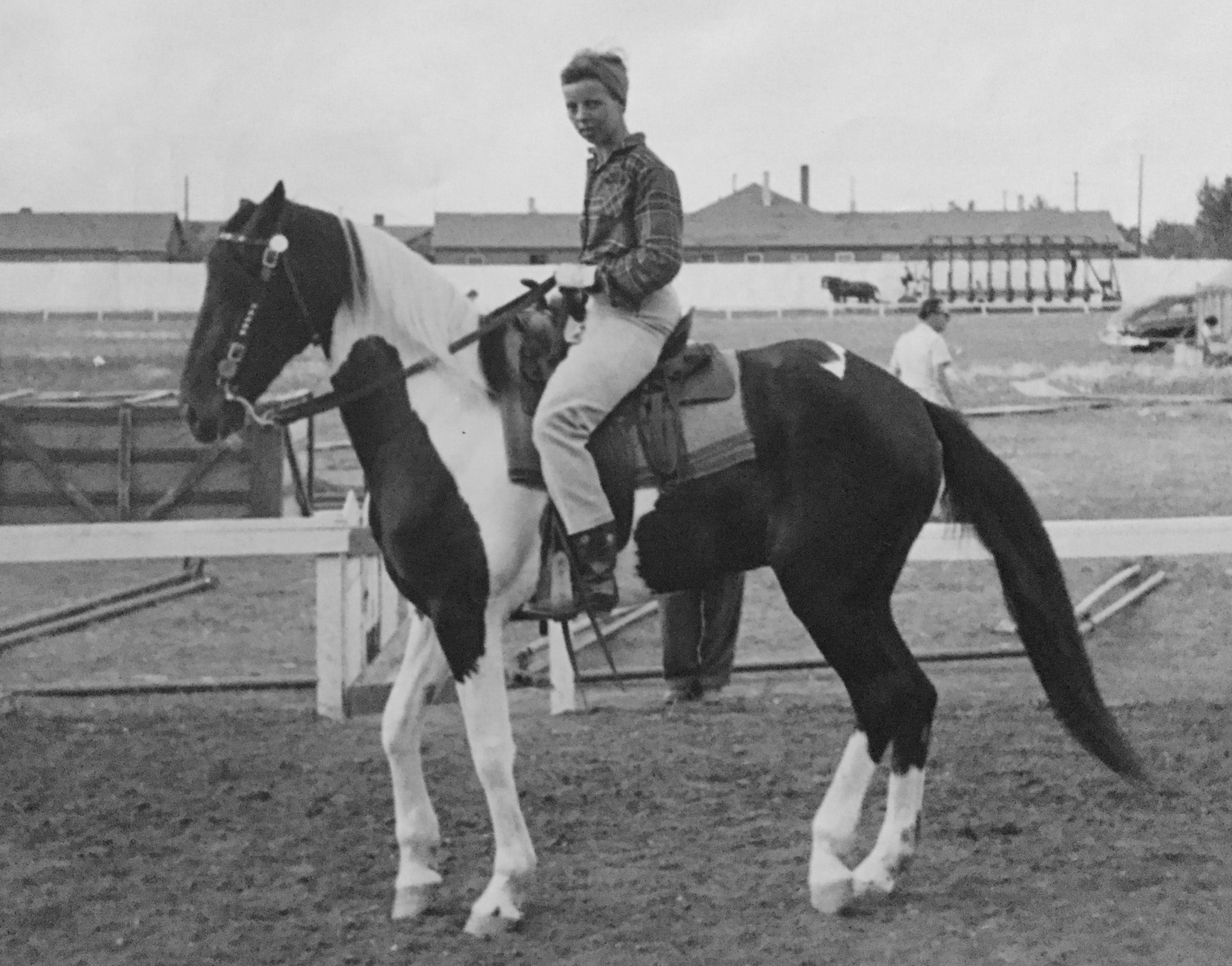

A zabla a lószerszám egyik része, amelyet a ló szájába helyeznek, hogy az állatot ezen keresztül irányíthassák.
A zabla általában fémből, ritkábban más anyagból, gumiból vagy bőrből, esetleg ezek kombinációjából készül. Egy középső elemből és két karikából áll. A szájrész, amely a karikák között van, állhat egy vagy két darabból. Ezeknek a daraboknak a vastagsága megválasztható aszerint, hogy a ló erősebb vagy gyengédebb irányítását tartjuk-e szükségesnek.
A honfoglaló magyarok a zablát "fék"-nek hívták. "Emlő, a gyeplőnek egyik régi magyar neve (így is: Eremlő, fékemlő)". A ló, nyereg, fék, ostor szavunk a legősibb magyar szavaink közé tartozik. A fék szó használata a zabla jelölésére az 1530-as években még általános lehetett.
A zabla szó egy szlovén jövevényszó, a zobálo alakból ered, a 14. században szorította ki az ugyanerre korábban használt emlő szavunkat, amely az emik ’szopik’ ige származéka volt. Az „eszik, fal” jelentésű zobati szóra vezet vissza, így a magyar zabál igének is rokona.
A lovak kedvelik a rézből vagy vasból készült zablák ízét és ezeket könnyebben elfogadják. Ma már léteznek ízesített friss almaízű és szintetikus anyaggal bevont zablák is, ami a ló nyálképződését serkenti.

## A zabla történelme
Az emberi történelem során a ló uralására számtalan eszközt fejlesztettek ki. Az egyik első ilyen egy fém karika volt, melyet a ló orrlyukaiba helyeztek, hasonlóan a bikákhoz. Ehhez a karikához aztán kötelet vagy bőrszíjat erősítettek, melyet meghúzva a lovas erős fájdalmat tudott okozni a ló orrában. Ez az eszköz tekinthető tulajdonképpen az első zablának. Később aztán a fém átkerült a ló orrából a szájába, s így kialakult az a zabla, amely lényegében és hatásmechanizmusában mind a mai napig változatlan.
A zabla egyidős a ló háziasításával. Főként fából, szíjból, csontból készítette az őskori ember. Két csontból vagy szarvasagancsból készült pofapálca akadályozta, hogy a ló szájából kicsússzon az ősi zabla. Az őskori lótartók körülbelül 3 ezer éve kezdtek fémekből, előbb bronzból, később vasból is zablát készíteni.

## A zabla feladata
A lovasok többségének egyszerűen fékezőeszközt jelent, amellyel lovukat megállásra tudják kényszeríteni. A zabla a lónak fájdalmat tud okozni, emiatt engedetlen lovaknál sokan úgy vélik, hogy erősebb, azaz nagyobb fájdalom okozására is képes zablával a ló uralhatóvá tehető. 
A lovakkal komolyabban foglalkozók számára a zabla ehelyett inkább kommunikációs eszköz. Feladata, hogy egy üzenetet küldjünk a test egyik legérzékenyebb részéhez, egy készséges reakció eredménye érdekében. 
A lovaglás lényege, hogy a lovunk megfelelő támaszkodást keressen a zablán, ezzel együtt a száron is, melyet a lovas a kezével megtart.

## Használatának technikája
A zabla a ló szájában, a szájzugban helyezkedik el, az állkapocs egy olyan részénél, ahol nem találhatók fogak (a „foghíjas részen”). Két oldalán az úgynevezett zablakarikákon keresztül csatlakozik a kantárhoz és a kantárszárakhoz. A lovas kezével húzza a kantárszárakat, ezzel a zablán keresztül nyomást gyakorol a ló szájára és nyelvére. A ló a kényelmetlen vagy fájdalmas érzést megszüntetni igyekszik, és ösztönösen a húzás irányába mozdul. A kellemetlen ingerekkel való averzív kondicionálás metódusának megfelelően az állat, hogy kerülje az újabb fájdalmat, megfigyeli, hogy mit kellett tennie azért, hogy a lovas a kantár húzását abbahagyja. Ez a tulajdonképpen kényszerítésre alapuló idomítási módszer rövid idő alatt kiépíti az irányító mozdulatok és az elvárt viselkedések közötti kódrendszert, amelyet a ló egy idő után automatikusan követ.

## Lovaglás zabla nélkül
A szoktatás ideje után, amikor a ló megismerte és megértette az irányítására szolgáló mozdulatok és az elvárt viselkedés közötti rendszert, a zabla erőteljes, netán erőszakos használata értelmetlen. Sőt, a szakszerűtlen alkalmazás kiválthatja a fájdalom megszüntetésére rendszeresen hiába törekedő ló lázadó, kezelhetetlen viselkedését is, így a lovas elveszítheti az eredetileg együttműködésre kész állat jóindulatát. Ezután a zabla valóban betöltheti egy régi feladatát, és segíthet fájdalommal megtörni a lázadó állatot, de a ló ezzel csak engedelmessé tehető, együttműködővé már soha. A megbízhatatlanná tett állatnak nehezebb a gondozása, és a lovaglása is veszélyesebbé válhat.
Éppen ezért, hogy elkerüljék a lónak fölöslegesen okozott fájdalmat, vannak, akik a zabla használatát is nélkülözik a lovaglásban. A figyelmesen nevelt, szoktatott ló irányítása zabla nélkül is lehetséges.

## Fő típusok

### Csikózabla
A csikózablát nevezik lovaglózablának is. Merev vagy csuklós, egyszer vagy többször tört középső részből (zablatestből) és két karikából áll. Ezt az eszközt alapvetően a ló irányítására használják, segítségével befolyásolják a lovat, azaz ún. segítségeket adnak neki. (fordítják, kanyarodnak vagy éppen megállítják)
A csikózabla a szájzugra, a nyelvre, az alsó állkapocsra (erőteljesebb használata esetén a hátsó fogakra is) gyakorol nyomást, ezzel kényszerítve a lovat a kívánt mozgásra. Sok változata létezik, a csikózablák azonban a legkíméletesebb zablák ugyanis nincs feszítő hatásuk.

### Feszítőzabla
A feszítőzabla szájrésze egy egyenes, vagy a nyelv részére kialakított U alakra hajlított darabból áll. A nyelv ez alatt a darab alatt helyezkedik el. Ez a típus a száj érzékeny részeire erőteljesebb hatást gyakorol, mint a többi zablafajta. A hatás erősségét az álladzólánc feszességével és a feszítőszár hosszúságával lehet szabályozni. A feszítőzabla hatásmechanizmusa miatt felerősíti a lovas karjainak hatását.

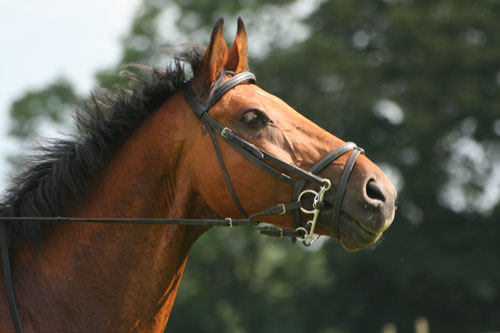
Pelham zabla

### Pelham zabla
A Pelham zabla a csikózabla és a feszítőzabla kombinációja. Lehet egyenes, a zablaszár felé enyhén meghajlított, úgynevezett félhold pelham, vagy a közepén egy ívvel kialakított pelham. A zablának négy karikája van, amihez a két kantárszárat csatolunk, de gyakran a két karikát szíjjal kötjük össze. Ehhez a szíjhoz csatoljuk a szárat, így nem kell két szárral lovagolni. Két szárral viszont jobb lovagolni, mert a lovas mindig azt a szárat mozgatja meg, amelyikre szükség van. Például, ha a ló feszeng és visz, akkor a feszítőszárat, de mikor puha, akkor  felsőt. Ha dupla szárakat használunk, akkor a felső kettőnek közepes erősségűnek  kell lennie, míg a lenti kettő erősebb hatást gyakoroljon a ló szájára.
A pelham zablát elsősorban az ugrósportban alkalmazzák, amikor a lovat annak elrohanása miatt fel kell venni.

### Hackamore
A hackamore kifejezést tévesen minden olyan kantárra alkalmazzák, ahol a kantárhoz nem tartozik zabla. A hackamore ősi típusát a westernlovasok használták és általában érzékeny szájú lovakra. A jelenlegi szabályok szerint a díjugratásban is alkalmazható. A szárak húzásával a hackamore orrszíja egyre szorosabbá válik és ez okoz diszkomfort érzést a lónak.

### Nagykantár
Nagykantárnak nevezzük azt a speciális kantárt, amely két zablával van felszerelve. A belső egy csikózabla (ennek egy vékonyabb változata) a külső pedig egy feszítőzabla. 
Nagykantárral sokkal finomabb segítségeket lehet adni olyan lónak, amelyet már megfelelően belovagoltak. A díjlovaglásban magasabb osztályokban kötelező a nagykantár használata.

### Speciális zablák

#### Kimblewick
Viszonylag durva hatású feszítőzabla, mely álladzólánccal felszerelt, külsőre egy D-zablára hasonlító zablatípus. A zabla D részén két lyuk van, mellyel a feszesség mértékét lehet állítani. A zabla létezik merev és csuklós kivitelben is. Díjugrató versenyeken használatos, elsősorban kemény szájú lovaknál.